# 調味商事
株式会社調味商事（ちょうみしょうじ、Choumishouji K.K.）は、神奈川県横須賀市に本社を置く、食品関連企業。レトルト食品「よこすか海軍カレー」や「黒船シチュー」（2010年横須賀お土産コンテスト金賞）、「葉山牛カレー」の販売元として知られる。

## 事業内容
- 酒類・食料品・地域特産品の卸販売
- レトルトカレーの企画・販売
- 不動産賃貸事業
  - 居住用マンション
  - トランクルーム
  - 駐車場
  - コインランドリー

## 沿革
- 1958年 - 山田弘が横須賀市で創業。
- 1977年 - 酒類販売業免許取得。
- 1997年 - 優良申告法人として表彰。
- 1998年 - 瀬戸映男が代表取締役に就任。山田弘は会長へ。
- 1999年 - 「よこすか海軍カレー」販売開始。
- 2005年 - トランクルーム事業を開始。
- 2010年 - 「黒船シチュー」が横須賀お土産コンテストで金賞を受賞。